# Стрижаченко, Алексей Абрамович
Алексей Абрамович Стрижаченко (17 марта 1911 — 3 марта 1989) — советский военнослужащий, участник Великой Отечественной войны, командир батальона 1118-го стрелкового полка, капитан. Герой Советского Союза.

## Биография
Родился 4 марта 1911 года в селе Белозорье ныне Черкасского района Черкасской области в семье служащего. Украинец. Член ВКП(б)/КПСС с 1942 года. Рано лишился отца и с 1928 года работал на железной дороге. В 1930 году решением Смелянского райкома комсомола был направлен секретарём комсомольской организации поселенческой коммуны «Новая жизнь» Териктинского района Уральской области Казахстана.
В 1933 году призван в армию. Служил в кавалерии, окончил полковую школу и был назначен старшиной пулемётного эскадрона. В 1935 году после службы вернулся в колхоз «Новая жизнь». Работал заместителем председателя колхоза. Окончил кооперативный техникум в городе Алма-Ата. Был назначен заместителем председателя Бурлинского районного потребительского союза.
Участник советско-финской войны 1939—1940 годов. Вновь призван в августе 1941 года. В 1942 году окончил Тамбовское кавалерийское училище. На фронте в Великую Отечественную войну с августа 1942 года. Прошёл путь от командира роты до командира стрелкового полка. Дважды ранен.
19 ноября 1942 года командир роты лейтенант Стрижаченко получил приказ: в ночном штурме захватить станицу Головскую. Он принял решение двигаться к станице походной колонной. Гитлеровские солдаты при свете ракет увидели как по дороге уверенно идёт колонна и приняли их за своих. Когда рота вошла в село, Стрижаченко подал сигнал, и колонна развернулась в боевой порядок. Враг, не ожидавший такого, начал беспорядочно отступать и сдаваться в плен. В селе оказались и штабы двух вражеских дивизий. В этом ночном бою были взяты в плен командование дивизий, 90 офицеров, 1020 солдат, большое количество оружия и боеприпасов. За успешное выполнение приказа по захвату станицы Головской Стрижаченко был награждён орденом Отечественной войны 1-й степени.
Командир батальона 1118-го стрелкового полка капитан Стрижаченко в ночь на 26 сентября 1943 года в числе первых преодолел Днепр в районе села Петро-Свистуново и атаковал немецкие траншеи. В рукопашной схватке уничтожил из автомата десять противников. Захватив плацдарм, батальон в течение пяти суток отражал контратаки противника.
Указом Президиума Верховного Совета СССР от 19 марта 1944 года за мужество, отвагу и героизм, капитану Стрижаченко Алексею Абрамовичу присвоено звание Героя Советского Союза с вручением ордена Ленина и медали «Золотая Звезда».
В 1944 году окончил Военную академию имени М. В. Фрунзе. С 1946 года майор Стрижаченко — в запасе. Жил в городе Алма-Ата. Умер 3 марта 1989 года.
Семья
Старший брат Героя Социалистического Труда Ивана Стрижаченко.

## Награды
Награждён орденами Ленина, Красного Знамени, Отечественной войны 1-й и 2-й степеней, медалями.